# Lúcio Emílio Paulo (cônsul em 219 a.C.)
Lúcio Emílio Paulo (m. 216 a.C.; em latim: Lucius Aemilius Paullus) foi um político da gente Emília da República Romana eleito cônsul por duas vezes, em 219 e 216 a.C., com Marco Lívio Salinador e Caio Terêncio Varrão respectivamente. 

## Família e política
Emílio Paulo filho de Marco Emílio Paulo, cônsul em 255 a.C. e pai de Lúcio Emílio Paulo Macedônico, a quem Plutarco dedicou um dos seus livros em "Vidas Paralelas". Sua filha, Emília Tércia, casou-se com Cipião, o Africano. Foi, durante toda sua vida, um membro do grupo mais conservador da aristocracia romana e foi apoiado em seu segundo consulado por esta facção justamente para contrastar a influência dos plebeus de Terêncio Varrão.

## Primeiro consulado (219 a.C.)
Foi eleito cônsul pela primeira vez em 219 a.C. com Marco Lívio Salinador. Junto com o colega, conduziu a Segunda Guerra Ilírica contra os ilírios de Demétrio de Faros. Os dois foram vitoriosos e obrigaram Demétrio a fugir para a corte de Filipe V da Macedônia. A vitória foi celebrada por um triunfo. Logo depois, foram processados pelos tribunos da plebe, acusados de não terem dividido corretamente o butim. Salinador foi condenado e Emílio Paulo escapou por pouco.
O Senado sempre considerou suspeita a introdução de quaisquer novos ritos religiosos em Roma e, por isso, ordenou, durante o primeiro mandato de Paulo, que os santuários de Ísis e Serápis, recém-construídos em Roma, fossem destruídos. Porém, quando nenhum trabalhador se atrevia a tocar nos edifícios sagrados, o próprio Emílio tirou sua toga pretexta, tomou um machado nas mãos e arrombou as portas de um deles.

## Segunda Guerra Púnica
Emílio Paulo foi um pontífice, mas não se sabe em qual ano.

### Segundo consulado (216 a.C.)
Foi eleito cônsul novamente com Caio Terêncio Varrão em 216 a.C., o terceiro ano da Segunda Guerra Púnica. Segundo o relato de Políbio, Varrão, que estava no comando das operações quando o exército romano encontrou com as forças de Aníbal, decidiu enfrentar o general cartaginês numa batalha campal, apesar do parecer contrário de Emílio Paulo. A Batalha de Canas terminou com uma catastrófica derrota para os romanos. Emílio Paulo perdeu a vida em combate, mas Varrão conseguiu escapar. Segundo a tradição, Paulo teria morrido heroicamente, recusando-se a fugir com um cavalo que lhe ofereceram e preferindo lutar com seus homens.
A interpretação historiográfica moderna colocou em dúvida o clássico relato polibiano, provavelmente influenciado pelo viés positivo do autor em relação ao combate de Emílio Paulo, pai de Públio Cornélio Cipião Emiliano, o grande protetor de Políbio; na realidade, é provável que os dois cônsules estivessem de acordo sobre o confronto contra Aníbal em Canas e é possível que o próprio Emílio Paulo, o cônsul mais experiente, tenha efetivamente assumido o comando supremo das operações naquele dia.